# Estadio de Wronki
El Estadio de Wronki es un estadio multiusos ubicado en la ciudad de Wronki en Polonia y actualmente es la sede del Lech Poznań II.

## Historia
Fue inaugurado en 1992 y fue utilizado por el desaparecido Amica Wronki. Forma parte de un centro deportivo y recreativo donde suele entrenar la selección nacional polaca de fútbol. Fue renovado en 2004 y cumple con todos los requisitos de la UEFA. Está equipado con iluminación artificial y césped calentado, está rodeado por un hotel, un centro de conferencias, pub y restaurante. A principios de 2009 en relación con las actuaciones del Lech Poznań se añadieron gradas temporales al estadio Amica, aumentando la capacidad en casi dos mil asientos.
Entre los años 1995 y 2006 el recinto acogió juegos de la Ekstraklasa con la participación de Amica Wronki. El 9 de junio de 2000 se jugó una revancha de la final de la Copa de Polonia en la que el Amica derrotó al Wisla Kraków por 3-0 y se llevó el título. A principios de la temporada 2009/10, debido a la reconstrucción de las instalaciones de Poznań, también se jugaron partidos de Ekstraklasa del Lech Poznań. El estadio también acogió los partidos de la Recopa de Europa de fútbol y de la Copa de la UEFA con la participación del Amica, incluidos los partidos de la fase de grupos de la temporada 2004/05, así como los partidos de clasificación de la Copa de la UEFA 2009-10 en la que participó el Lech Poznań.

## Partidos internacionales
Polonia ha jugado en el estadio en dos ocasiones:
| Evento   | Fecha                 | Rival       | Asistencia | Resultado | Goles                                     | Árbitro           |
| -------- | --------------------- | ----------- | ---------- | --------- | ----------------------------------------- | ----------------- |
| Amistoso | 14 de mayo de 2006    | Islas Feroe | 4000       | 4–0 (1–0) | Mila 15', Rasiak 48', 84', Saganowski 73' | Arkadiusz Pruś    |
| Amistoso | 27 de febrero de 2008 | Estonia     | 4500       | 2–0 (1–0) | Matusiak 38', Zahorski 72'                | Stanisław Todorow |

## Eventos Internacionales

### Fútbol
El estadio fue sede de tres partidos de la Campeonato Europeo de la UEFA Sub-19 2006 en la que Polonia fue país organizador:
| Fecha               | Ronda          | Partido           | Resultado | Goles                                                 | Árbitro        |
| ------------------- | -------------- | ----------------- | --------- | ----------------------------------------------------- | -------------- |
| 20 de julio de 2006 | Fase de grupos | Polonia – Bélgica | 4–1 (2–0) | Janczyk 10', 43', 57', Marciniak 90' – Lamah 62'      | Ivan Bebek     |
| 23 de julio de 2006 | Fase de grupos | Austria – Bélgica | 4–1 (1–0) | Hoffer 16', 53', Madl 82', Gramann 86' (k) – Moia 51' | Novo Panić     |
| 26 de julio de 2006 | Semifinales    | España – Austria  | 5–0 (2–0) | Suárez 34', García 42', 80', Mata 72', Bueno 88'      | Jonas Eriksson |

### Rugby
El estadio fue sede de dos partidos de la Eurocopa Sub-18 incluyendo la final del torneo.
| Fecha               | Ronda        | Partido              | Resultado |
| ------------------- | ------------ | -------------------- | --------- |
| 19 de abril de 2014 | Tercer lugar | Gales - Francia      | 31-30     |
| 19 de abril de 2014 | Final        | Inglaterra - Irlanda | 30-14     |